# Cerco de Moscou (1382)

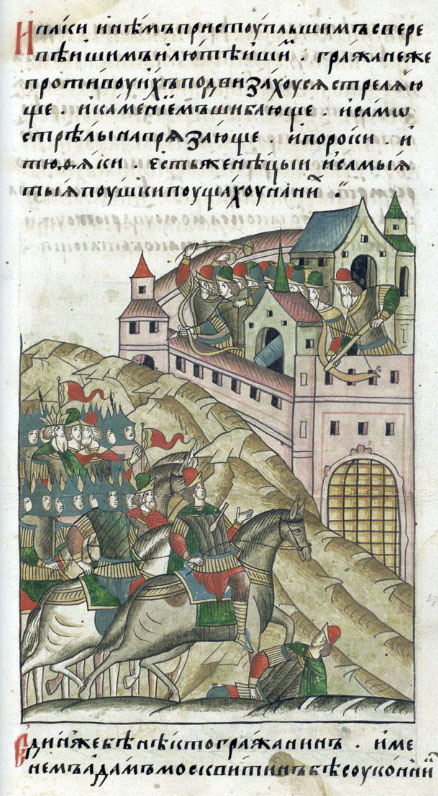
Ilustração medieval representando o ocorrido

O cerco de Moscou em 1382 foi uma batalha entre o Grão-Ducado de Moscou e Tokhtamysh, cã da Horda Dourada.

## Cerco
Os defensores de Moscou teriam usado armas tradicionais, como flechas e água fervente, com algumas fontes afirmando que eles também empregaram armas de fogo com pólvora.
Os príncipes de Nizhniy Novgorod, que eram cunhados de Dmitry Donskoy, enganaram os cidadãos moscovitas para que entregassem a cidade.  Isso aconteceu quando eles abriram os portões para os mongóis e seus aliados rus' em 26 de agosto de 1382, após o que imediatamente saquearam a cidade. De acordo com Crummey (1987, 2014), os sitiantes atraíram Ostei para fora da fortaleza sob o pretexto de buscar negociações, mataram-no e então invadiram a cidadela moscovita, passaram muitos de seus defensores à espada, e destruiu grandes partes da cidade de Moscou. Tokhtamysh ordenou que suas tropas também pilhassem muitas cidades menores na região circundante. Estes incluíram Serpukhov, Pereyaslavl e Kolomna. Quando seu exército voltou para casa no sul, também saqueou o principado de Riazan ao longo do caminho.

## Resultado
Dmitri Donskoy foi forçado a reafirmar sua lealdade à Horda Dourada e voltou a pagar o tributo (que provavelmente foi aumentado como punição).  Embora Tokhtamysh não tenha privado Donskoy do título de grão-príncipe de Vladimir, ele tomou seu filho Vasily como refém por vários anos (até que ele escapou em sua segunda tentativa e impôs um pesado tributo a toda Vladimir-Suzdalia.
Kirpichnikov afirmou: "Não há dúvida de que a invasão de Moscou por Tokhtamysh retardou a unificação do país e reviveu o separatismo de alguns governantes locais que rivalizam com o grão-duque".